# Elektronische Zeitmessung
Die elektronische Zeitmessung hat im Sport die Zeitnahme per Handstoppung weitgehend abgelöst. Die Zeitnehmung wird durch ein digitales Start- und Zielsignal ausgelöst, meistens an Lichtschranken. Dadurch sind elektronisch gemessene Zeiten genauer, objektiver und auch für Veranstaltungen des Breitensports mit vielen Teilnehmern durchführbar.
Grundsätzlich können zwei Verfahren unterschieden werden:
- Anwendung für den Leistungssport, wo die Zeiten nur weniger Sportler zu erfassen sind. Die Auslösung der Zeitmessung erfolgt in der Regel mittels Wettkampf-Pistole. Neben einem akustischen Signal (scharfer Knall) und einem optischen Signal (Rauch steigt aus der Pistole auf) übermittelt ein Funkimpuls ein digitales Startsignal an den Computer und löst den Beginn der Stoppung aus. Überquert der Athlet die Ziellinie, wird dies an einer Lichtschranke erfasst und die Zeitmessung gestoppt.

- Anwendung für Breitensportveranstaltungen: Die Auslösung der Zeitmessung erfolgt durch einen Zeitmesstransponder (Laufchip) den jeder Sportler mitführt beim Überqueren der Startlinie. Beim Überqueren der Ziellinie wird ebenfalls durch Transponder die Zeitmessung gestoppt.

Mit den beschriebenen Verfahren ist es nicht möglich, die Streckenkonfirmität – also das Einhalten der vom Veranstalter vorgegebenen Wettkampfstrecke – zu kontrollieren. Für spezielle Wettkampfformate wie z. B. Speed-Surfen, Gleitschirmfliegen und Geocaching setzt man GPS-Systeme zur Kontrolle der Streckeneinhaltung bzw. des Wettkampfzieles ein. Bei klassischen Wettkampfformaten werden kontrollierende GPS-Systeme hingegen noch nicht verwendet.

## Abgrenzung zur Handstoppung
Im Gegensatz zur Handstoppung durch Kampfrichter entfällt bei der elektronischen Zeitmessung die Problematik der Ungenauigkeit, die bei der Handstoppung durch die menschliche Reaktionszeit der zeitnehmenden Kampfrichter besteht. Versuche bei der Zeitmessung in der Leichtathletik und in anderen Sportarten haben ergeben, dass die elektronisch gemessenen Zeiten etwa zwei bis drei Zehntelsekunden höher sind im Vergleich zu einer handgestoppten Zeit.